# Invierno nuclear

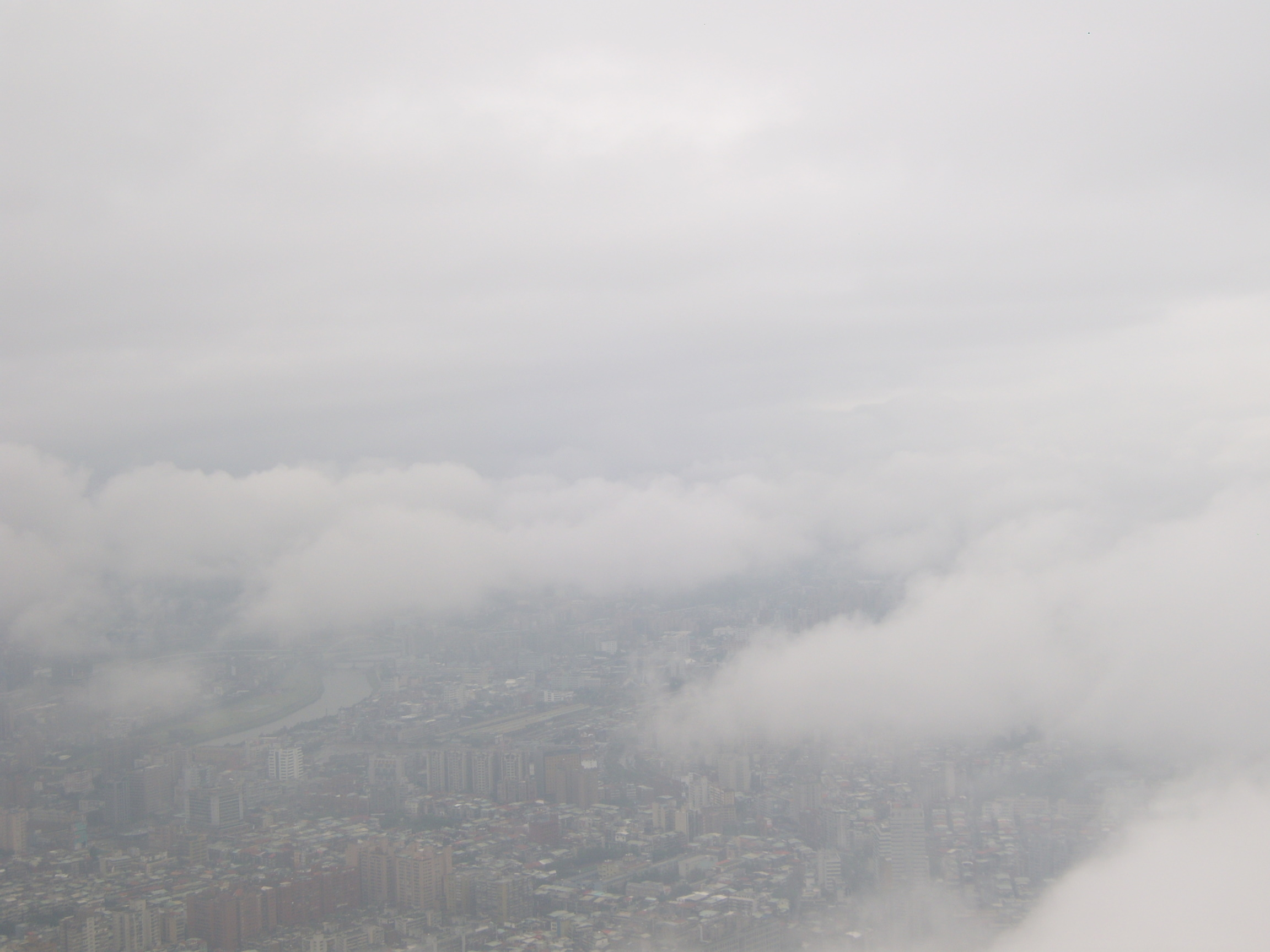
Imagen gráfíca de lo que pudiera ser un invierno nuclear.

El invierno nuclear es un fenómeno climático que describe la consecuencia del uso indiscriminado de bombas atómicas. Surgió en el contexto de la guerra fría, y predecía un enfriamiento global debido al humo estratosférico, que tendría como consecuencia un colapso de la agricultura y la amenaza de hambrunas para la mayoría de la humanidad. Si bien no se produjo el tan temido holocausto nuclear sí parece que hubo ciertos efectos ocultos producidos por las pruebas nucleares.
El proceso seguiría estos pasos: la bomba nuclear levantaría una enorme nube de ceniza y polvo que estaría en suspensión en la atmósfera durante meses. Esta capa dificultaría o impediría totalmente el paso de la luz solar, lo cual provocaría la muerte de los seres vivos que realizan la fotosíntesis. Estos seres, los productores, son el eslabón más bajo de la cadena trófica o cadena alimentaria, con lo cual también se extinguirían los demás seres vivos: herbívoros, carnívoros y descomponedores. Además, el ambiente sería irrespirable, por lo que muchos animales morirían directamente, al no poder efectuar la respiración.
La teoría surgió a partir de un estudio de Paul J. Crutzen y John Birks en 1982, que ya propusieron que los incendios masivos que resultarían de un intercambio nuclear global y el humo que generarían en la capas bajas de la atmósfera tendrían consecuencias notables sobre el clima. Owen B. Toon y Richard P. Turco analizaron las consecuencias del humo en la estratosfera y acuñaron la expresión «invierno nuclear» en 1982, mientras que Vladímir Aleksándrov y Gueorgui Stenchikov llevaron a cabo simulaciones sobre modelos más sofisticados en 1983. En parte como consecuencia de estos estudios y otros relacionados con finales de los años 1980, Ronald Reagan y Mijaíl Gorbachov iniciaron los tratados de desarme nuclear.
En los años 2000 se hicieron una serie de estudios teniendo en cuenta la reducción planeada de armamento nuclear de Estados Unidos y Rusia (el Tratado de Reducciones de Ofensivas Estratégicas), y comparando las consecuencias de un intercambio dentro del arsenal permitido por ese contexto con un intercambio limitado entre potencias nucleares menores como India y Pakistán. En el primer caso, supusieron 4400 explosiones nucleares, que corresponderían a 440 megatones, 770 millones de víctimas directas y 180 Tg (teragramos o billones de gramos) de hollín. En el segundo, pequeñas bombas que sumaran 0.75 megatones y 44 millones de víctimas directas producirían 6.6 Tg de hollín. Según este estudio, incluso los intercambios atómicos más modestos serían suficientes para producir efectos del mismo orden que la pequeña edad de hielo o el año sin verano. El estudio también sugería que la alteración de la temperatura de la estratosfera incluso en este caso podía tener consecuencias graves sobre el flujo de gases, y en concreto reducciones considerables en la capa de ozono. El uso del arsenal ruso y estadounidense llevaría a un descenso de la temperatura comparable o posiblemente más acusado que el de una glaciación, quizá durante una década.
Por otro lado, estos nuevos cálculos basados en versiones modernas de modelos climáticos predijeron una vida media del hollín cinco veces más prolongada que la estimada en los años 1980, lo cual contribuiría a agravar y alargar las consecuencias sobre el clima.

## Enfriamiento de los años sesenta y ochenta

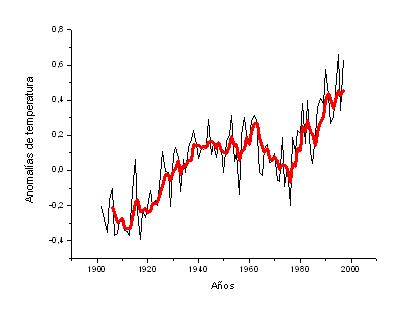
Anomalías térmicas durante el siglo XX. Sobre las variaciones anuales se ha ajustado una media móvil de 5 años. Se observa cómo durante los años sesenta y setenta se produjo no solo un frenazo en el calentamiento sino que de hecho las temperaturas empezaron a descender.

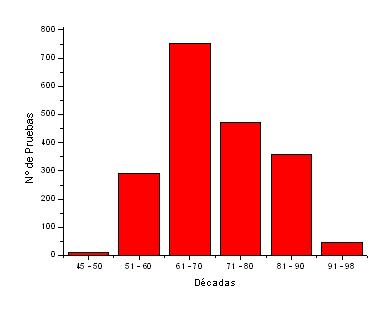
Número de pruebas nucleares por décadas. En los años sesenta y setenta se puede ver cómo coincide la disminución de las temperaturas con el momento de máximo apogeo nuclear. En las décadas siguientes la mayoría de pruebas fueron subterráneas y por lo tanto no tuvieron contribución alguna al efecto que se trata.

Se sabe que los años sesenta y setenta fueron a escala global algo más frías, y el debate sobre cual fue la causa está aun activo. Si bien se acepta que no habría una sola causa sino que quizá sean varias. Por aquellos años dos científicos rusos, Kondratyiev y Nikolsky plantearon la hipótesis de que las pruebas nucleares atmosféricas estaban afectando de algún modo al clima en la Tierra. Se observó que la bola de fuego de una bomba nuclear era capaz de calentar el aire lo suficiente como para hacer que nitrógeno y oxígeno reaccionasen y formaran óxidos de nitrógeno en la alta atmósfera, más concretamente en la estratosfera. Si bien las primeras bombas atómicas (de apenas 20 kt) no eran capaces de alcanzar dichas cotas, los nuevos artefactos termonucleares surgidos en los años cincuenta sí podían hacerlo.
Se calcula que por cada megatón de energía desarrollada la bola de fuego asciende entre 35 y 40 km y se producen unas 3000 ton de óxidos de nitrógeno (NOx). Si se tiene en cuenta que la troposfera llega hasta los 10 km de altitud queda claro que cualquier bomba de hidrógeno es capaz de contaminar la estratosfera. La bola de fuego generaba NOx, éste era depositado en las capas altas. Su vida media es de unos cuatro años. Los dos años anteriores a 1963, año en que entró en vigor el Tratado de prohibición parcial de ensayos nucleares, se detonó el equivalente a 340 Mt lo que suponía un total de millón y medio de toneladas de NOx suspendidas entre 20 y 50 km de altura. A esa cantidad había que sumar la de las pruebas anteriores que aun perduraba en la atmósfera lo que, en total, suponía que en 1963 había en la estratosfera el equivalente a 980 Mt detonados. No parece coincidencia pues que las anomalías negativas de 1963, 1964 y 1965 fueran de las más acusadas de la segunda mitad del siglo. No obstante, ese mismo año, en Bali, tuvo lugar la erupción del monte Agung, pero parece ser que dichos efectos solo podrían explicar la mitad del enfriamiento producido durante esos años. La otra mitad vendría causada por las pruebas nucleares. Básicamente se podría resumir en que durante esas décadas el oscurecimiento global causado por las emisiones de aerosoles y gases reflectantes dominó sobre el calentamiento global causado por las emisiones de gases de invernadero.
También hay estudios que han explicado dicho enfriamiento por las variaciones del viento solar si bien tampoco se ha podido probar que sea esa la causa y, ni siquiera, la contribución principal del enfriamiento de esos años.